# دانیله فرتی
دانیله فرتی (انگلیسی: Daniele Ferretti؛ زادهٔ ۳۰ اوت ۱۹۸۶) بازیکن فوتبال اهل ایتالیا است.